# Henitjesk
Henitjesk (ukrainsk: Гені́чеськ, translit. Heniches'k) er en havneby ved det Azovske Hav i Kherson oblast (provinsen) i det sydlige Ukraine. Den fungerer som administrativt centrum i Henitjesk rajon (distrikt). Henitjesk er hjemsted for administrationen af Henitjesk Bys hromada (Генічеська міська громада), en af Ukraines hromadaer. Byen har en befolkning på omkring 19.253 (2021).
Som følge af Ruslands invasion af Ukraine 2022 har byen været besat af Rusland siden 24. februar 2022. Efter den russiske tilbagetrækning fra byen Kherson i november 2022 har Henitjesk fungeret som sæde for administrationen af den russisk besatte del af Kherson oblast.

## Historie
Der er for få eller ingen kildehenvisninger i dette afsnit, hvilket er et problem. Du kan hjælpe ved at angive troværdige kilder til de påstande, som fremføres.

Henitjesk blev grundlagt som et fort af det russiske kejserrige i 1784 og var fra 1812 også kendt som Ust-Ozivske. Byen var handelscenter på saltruten, der gik fra Krim nordpå til Ukraine og Rusland.
Ved begyndelsen af det 20. århundrede var byden hjemsted for en af de største melmøller i det sydlige Ukraine og desuden berømt for sin handel med fisk, salt og korn. Arnautkahvede blev eksporteret fra byens havn.
Under hungerkatastrofen Holodomor i 1932-1933 døde mindst 33 indbyggere i byen.[kilde mangler]

### Den russisk-ukrainske krig
Byen blev invaderet på førstedagen af Ruslands invasion af Ukraine i 2022. 
I forbindelse med Lenins 152-års fødselsdag, blev der genopstillet en statue af Lenin foran byens rådhus. Statuen var blevet taget ned efter afsættelsen af regeringen i 2014.[kilde mangler]
The Guardians Ruslandskritiske korrespondent Luke Harding (en) hævder i en artikel at der skal have været trusler og forsvundne ukrainere, der stod på arrestationslister.
Den 12. november 2022 blev det kendt, at en stor del af den russiske administration af Kherson oblast var blevet flyttet til Henitjesk efter russernes tilbagetrækning fra Kherson.
| - Billeder fra området - Byens banegård - Stranden ved Henitjesk |